# Coleção Frick
A Coleção Frick é um museu de arte localizado na 1 East 70th Street em Manhattan, Nova Iorque, Estados Unidos. Fica na antiga casa do magnata do aço Henry Clay Frick, que foi projetada por Thomas Hastings e construída entre 1912 e 1914.
O museu foi designado, em 6 de outubro de 2008, um edifício do Registro Nacional de Lugares Históricos bem como, na mesma data, um Marco Histórico Nacional.

## A coleção
A Frick é um dos mais importantes museus de arte dos Estados Unidos. Tem 16 galerias, organizadas ainda de acordo com a ideia de Frick. Entre as obras mais importantes estão O Progresso do Amor, de Jean-Honoré Fragonard; três pinturas de Johannes Vermeer e São João, o Evangelista, de Piero della Francesca.
Outros artistas são:
- Giovanni Bellini
- François Boucher
- John Constable
- Jean-Baptiste Camille Corot
- Aelbert Cuyp
- Thomas Gainsborough
- El Greco
- Francisco Goya
- Frans Hals
- Malvina Hoffman
- Hans Holbein the Younger
- Rembrandt
- Jacob van Ruisdael
- Ticiano
- J. M. W. Turner
- Anthony van Dyck
- Diego Velázquez
- James McNeill Whistler
- Jan Van Eyck

## Galeria de imagens

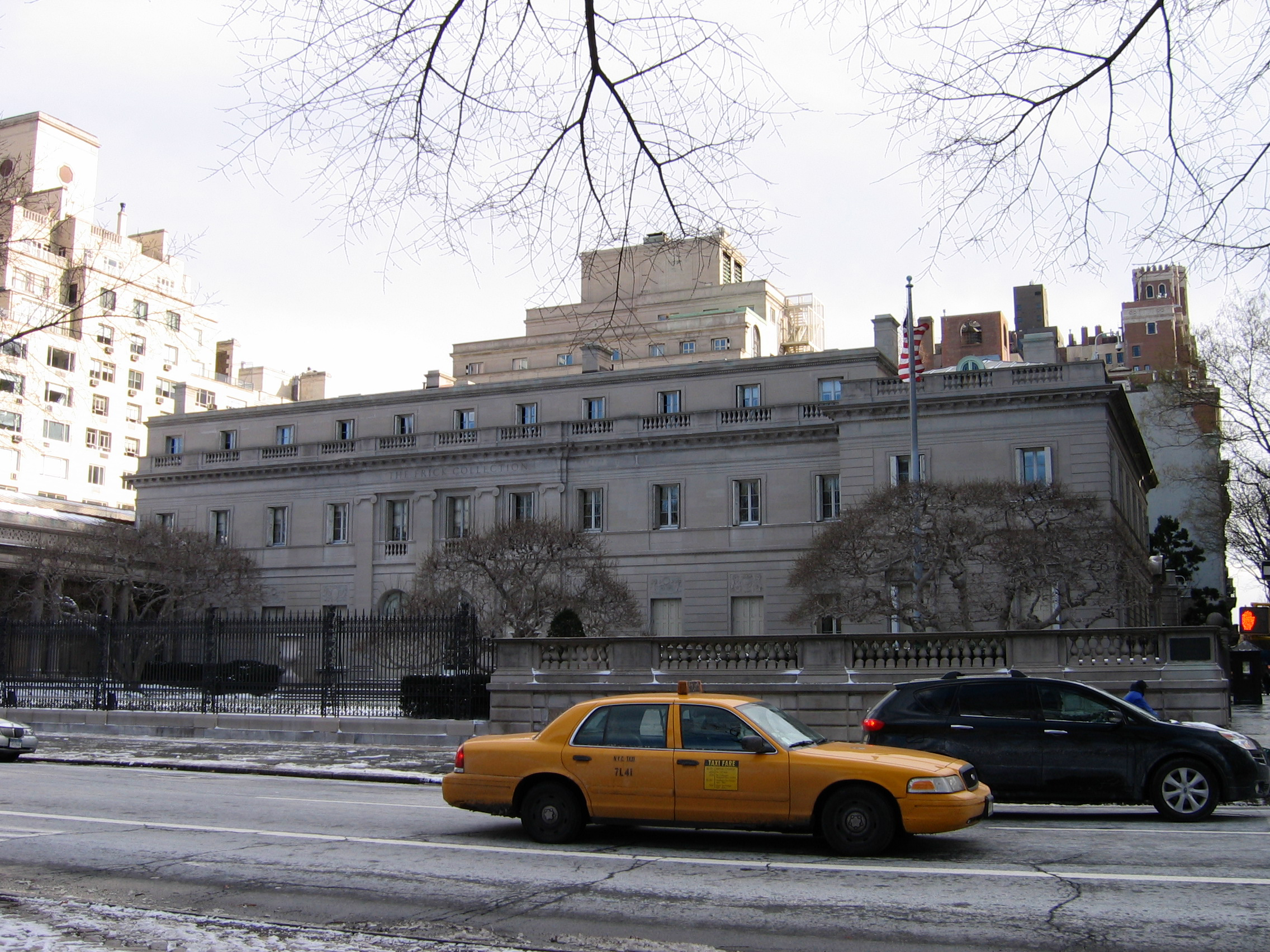
Frick Collection.
Thomas More, por Hans Holbein.